# Belor (Ngaringan)
Belor is een bestuurslaag in het regentschap Grobogan van de provincie Midden-Java, Indonesië. Belor telt 4766 inwoners (volkstelling 2010).